# Koun Mom
Huyện Koun Mom (tiếng Khmer: កូនមុំ) là một huyện ở đông bắc Campuchia, nằm ở tỉnh Ratanakiri. Dân số huyện này là 8814 người (năm 1998)  Huyện này giáp các huyện và thị xã: Bandung, Lumphat, Ouchum, Veun Sai.